# Dzioborożec rdzawobrzuchy
Dzioborożec rdzawobrzuchy (Anorrhinus tickelli) – gatunek dużego ptaka z rodziny dzioborożców (Bucerotidae). Zasiedla lasy południowej Mjanmy (Tenasserim) i przyległy obszar w zachodniej Tajlandii. Bliski zagrożenia wyginięciem.

## Taksonomia

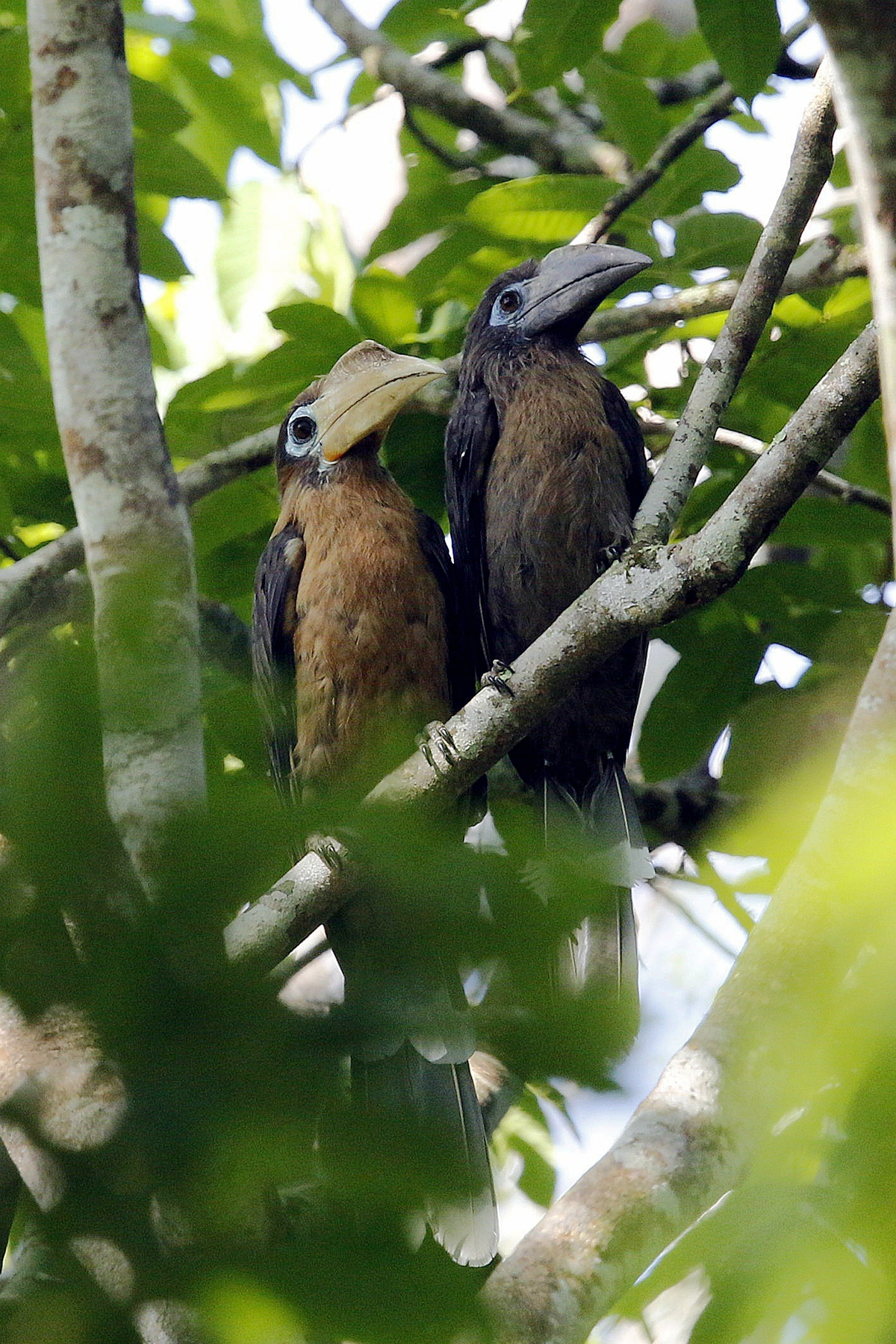
Samiec (z lewej) i samica

Obecnie klasyfikowany jako gatunek monotypowy, wcześniej za jego podgatunek uznawano dzioborożca asamskiego (A. austeni).
Nazwa naukowa została nadana na cześć Samuela Tickella – oficera British Army, ornitologa i artysty.

## Morfologia
Mierzy 60–65 cm. Masa ciała: samce 854–912 g, samice 683–797 g. Średnich rozmiarów dzioborożec, ciemnobrązowy z wierzchu i czerwonobrązowy na spodzie ciała. Samce mają jasnorude policzki i gardło oraz jasnożółty dziób. Samice mają ciemniejszy spód ciała oraz szarobrązowy dziób. Młode obu płci przypominają dorosłe samce, ale są jaśniejsze.

## Ekologia
Zasiedlają lasy wiecznie zielone albo z drzewami zrzucającymi liście, na wzgórzach i w górach do wysokości 1500 m n.p.m.
Gniazduje kooperatywnie, w grupach. Gniazdo znajduje się w dziupli drzewa na wysokości 3,5–8 m.

## Status i zagrożenia
IUCN uznaje dzioborożca rdzawobrzuchego za gatunek bliski zagrożenia (NT, Near Threatened). Liczebność światowej populacji szacuje się na 2500–9999 dorosłych osobników. Trend liczebności populacji uznawany jest za spadkowy. Do głównych zagrożeń dla gatunku należy wycinka lasów w celu pozyskania drewna oraz na potrzeby rolnictwa, zagrażać mu też mogą polowania oraz chwytanie w pułapki.